# Institute for Fiscal Studies
Institute for Fiscal Studies (ISF, in lingua italiana Istituto per gli Studi Fiscali) è un istituto inglese, situato nell'area centralissima londinese di Bloomsbury, accanto al British Museum e all'UCL (University College of London). Quest'istituto è specializzato in studi e ricerche, anche statistiche, principalmente nei campi politici ed economici, nello studio dei cambiamenti e le relative evoluzioni dei sistemi fiscali e i loro effetti sulla società. L'anima dell'istituto è l'educazione avanzata per la ricerca dei benefici pubblici derivanti dall'informazione e dalla conoscenza, tutto su basi scevre dalla politica ed altri condizionamenti non appartenenti al mondo scientifico finanziario.